# Space Adventures
Space Adventures, Inc. — американська приватна компанія, що надає послуги у галузі космічного туризму. Заснована у 1998 році. Окрім самого польоту компанія проводить курс із навчання та тренування клієнтів. Зацікавленість у космічних туристів викликає можливість перебування у невагомості, позакорабельна діяльність (вихід за межі космічного апарата у скафандрі) та споглядання Землі із орбіти.

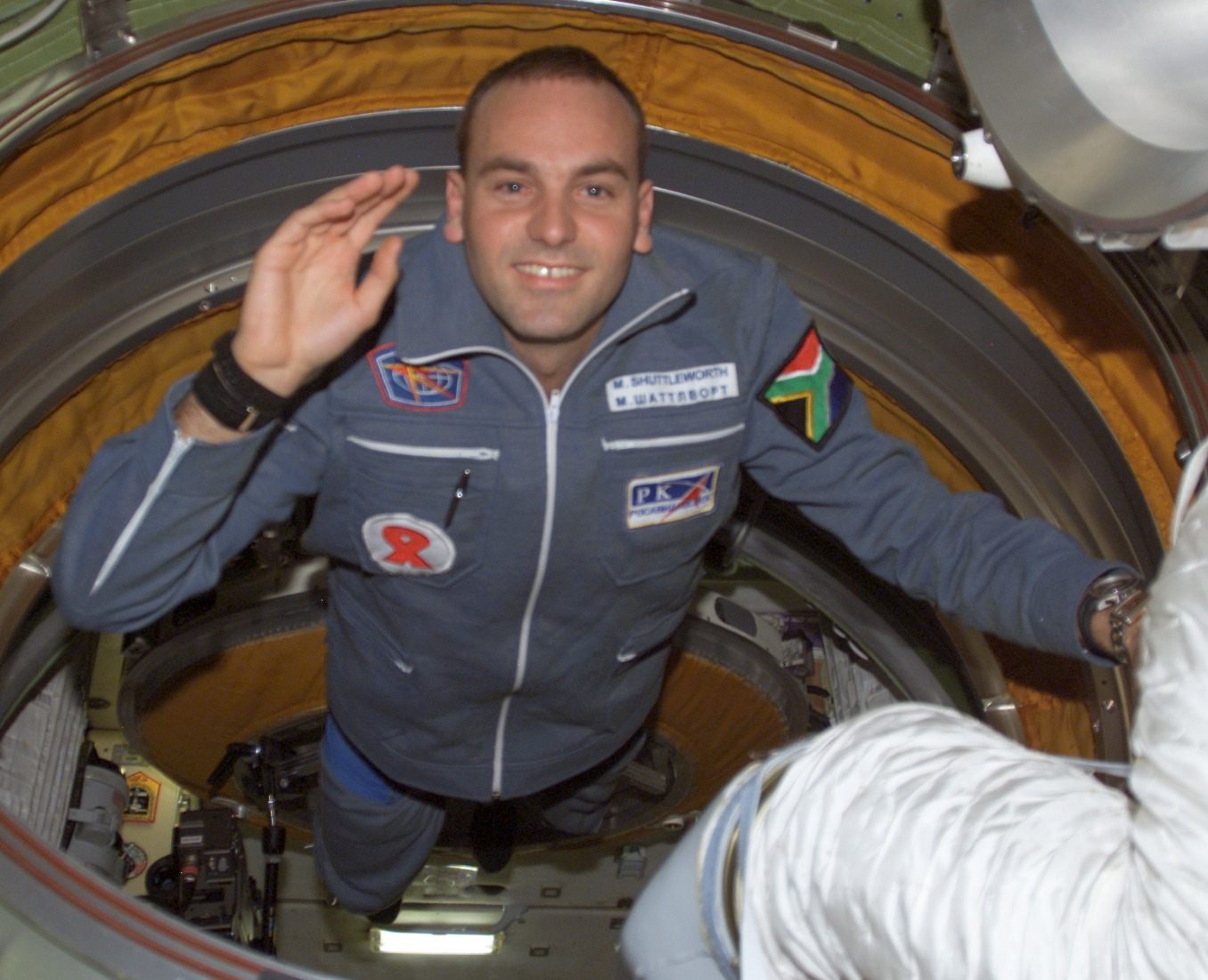
Марк Шаттлворт на орбіті

Компанія пропонує польоти за різноманітними програмами, такими як: політ до МКС, суборбітальний підйом та обліт навколо Місяця. На 2020 рік всі польоти здійснювалися космічними кораблями Союз і лише за першим пунктом. Квиток коштував $20 млн. Таким чином на МКС побували семеро туристів, один із яких навіть двічі. Ними стали: Денніс Тіто (2001 рік), Марк Шаттлворт (2002 рік), Gregory Olsen (2005 рік), Ануше Ансарі (2096 рік), Чарльз Симоні (2007, 2009 роки), Richard Garriott (2008 рік), Гі Лаліберте (2009 рік).
Восьмою туристкою за $52 млн. мала стати Сара Брайтман, однак у 2015 році вона відмовилася. Японець Daisuke Enomoto судився із Space Adventures, бо отримавши від нього $21 млн., вона відмовила йому у польоті через начебто медичні протипоказання, але гроші не повернула.
У лютому 2020 року Space Adventures повідомила, що планує співпрацювати із компанією SpaceX щодо запуску на їхньому космічному кораблі Dragon 2 чотирьох туристів. Квиток для кожного із них може обійтися у $20-50 млн. Запуск відбудеться не раніше кінця 2021 року із підйомом на висоту вище 1369 км. Таким чином планується побити рекорд, встановлений місією Gemini 11 у 1966 році.